# 오도독
오도독(Ododoc)은 2012년 7월부터 2014년 2월까지 신세계그룹에서 정보기술 자회사인 신세계아이앤씨를 통해 제공하던 전자책 서비스이다.
2012년 7월 16일, 신세계는 이마트 성공으로 확보된 유통 노하우를 전자책에 활용해 기존 온라인 서점이나 이동통신사와는 차별화 된, 한국의 아마존이 되겠다고 밝혀 화제가 됐다. 2011년도 연구개발비 절반을 오도독 사업에 투자했으며, 콘텐츠 수급을 위해 e잉크단말기 개발사인 네오럭스의 콘텐츠 부문 및 핵심인력을 영입하기도 했다.
그러나 예상보다 저조한 실적과 브랜드 차별화 실패로 1년 10개월만인 2014년 1월 철수를 발표하고 2월 13일 서비스를 종료했다. 도서 콘텐츠에 대한 노하우 없이 기존 상품유통의 관행만 가지고 섣불리 시장에 뛰어든 것을 패인으로 보기도 한다.